# Кметьово
Кметьово (словац. Kmeťovo) — село, громада округу Нове Замки, Нітранський край. Кадастрова площа громади — 5.2 км².
Населення 822 особи (станом на 31 грудня 2019 року).

## Історія
Кметьово згадується 1214 року.

## Населення
| Рік:            | 1994. | 2004.   | 2014.   | 2024.   |
| --------------- | ----- | ------- | ------- | ------- |
| Кількість осіб: | 949   | 960     | 873     | 809     |
| Різниця:        |       | +1,15 % | -9,06 % | -7,33 % |

| Рік:            | 2023. | 2024.   |
| --------------- | ----- | ------- |
| Кількість осіб: | 812   | 809     |
| Різниця:        |       | -0,36 % |